# Black Box
Black Box är den svenska rockgruppen The Maharajas första 7" vinyl-singel, utgiven 2013 av Chaputa Records (Portugal). Inspelningen gjordes i Roswell Rehearsals av John Gordon, som också mixade. Mastering gjordes av Anders Janocha.

## Låtlista
Sida A
1. ”Black Box” (Guttormsson/Lindberg) – 2:36

Sida B
1. ”B–Files” (M. Snow; arr. the Maharajas) – 2:04

## Medverkande
The Maharajas
- Jens Lindberg – gitarr, sång, bakgrundssång
- Ulf Guttormsson – basgitarr, bakgrundssång
- Mathias Lilja – gitarr, sång, orgel

Bidragande musiker
- Matti Amundsen – trummor